# 826 Henrika
826 Henrika
826 Henrika là một tiểu hành tinh ở vành đai chính. Nó được Max Wolf phát hiện ngày 28.4.1916 ở Heidelberg. Không biết rõ nguồn gốc tên của nó.